# Monastyr (Tunezja)
Monastyr (arab. المنستير = Al-Munastir, fr. Monastir, z łac. monasterium)  – miasto portowe w środkowej części wschodniego wybrzeża Tunezji, oddalone o około 15 km na południe od Susy. Historia Monastyru sięga czasów fenickich i rzymskich. Miasto swój złoty wiek przeżywało w średniowieczu, za panowania dynastii Aghlabidów. Nazwa miasta wywodzi się od chrześcijańskiego klasztoru.
Dawniej Monastyr był punktem wypadowym dla rzymskich cesarzy podczas ich afrykańskich wypraw. Obecnie to ok. 93-tysięczne miasto znane jest też jako miejsce urodzin pierwszego prezydenta niepodległej Tunezji – Habiba Burgiby. Po odzyskaniu niepodległości rozpoczęła się intensywna przebudowa i modernizacja miasta. Wyburzono sporą część murów medyny. Mimo to do dziś zachował się m.in. ribat znany jako Ribat Harthema – okazały kompleks zabudowań złożony z sal, wież, schodów i korytarzy; zbudowany w 796 r., by bronić wybrzeża i wnętrza kraju przed wrogami. Z boku dziedzińca znajduje się sala modlitw, obecnie wykorzystywana jako muzeum prezentujące sztukę całego świata islamu. Obecnie jego niesamowita atmosfera przyciąga nie tylko turystów, ale i filmowców, którym służy on jako naturalna sceneria podczas kręcenia filmów (m.in. "Życie Chrystusa", "Żywot Briana", "W pustyni i w puszczy") i przedstawień teatralnych. Do ribatu bezpośrednio przylega meczet znany jako Wielki Meczet z minaretem o podstawie kwadratu. Nad miastem górują minarety mauzoleum Bourgiby, którego pochowano tu w 2000 r. Budynek został usytuowany pośrodku muzułmańskiego cmentarza.
W mieście znajduje się również przystań jachtowa (marina) oraz dwa pola golfowe.
Pomiędzy Monastyrem a Susą znajduje się międzynarodowy port lotniczy Monastyr, obsługujący przede wszystkim turystyczny ruch czarterowy.

## Galeria

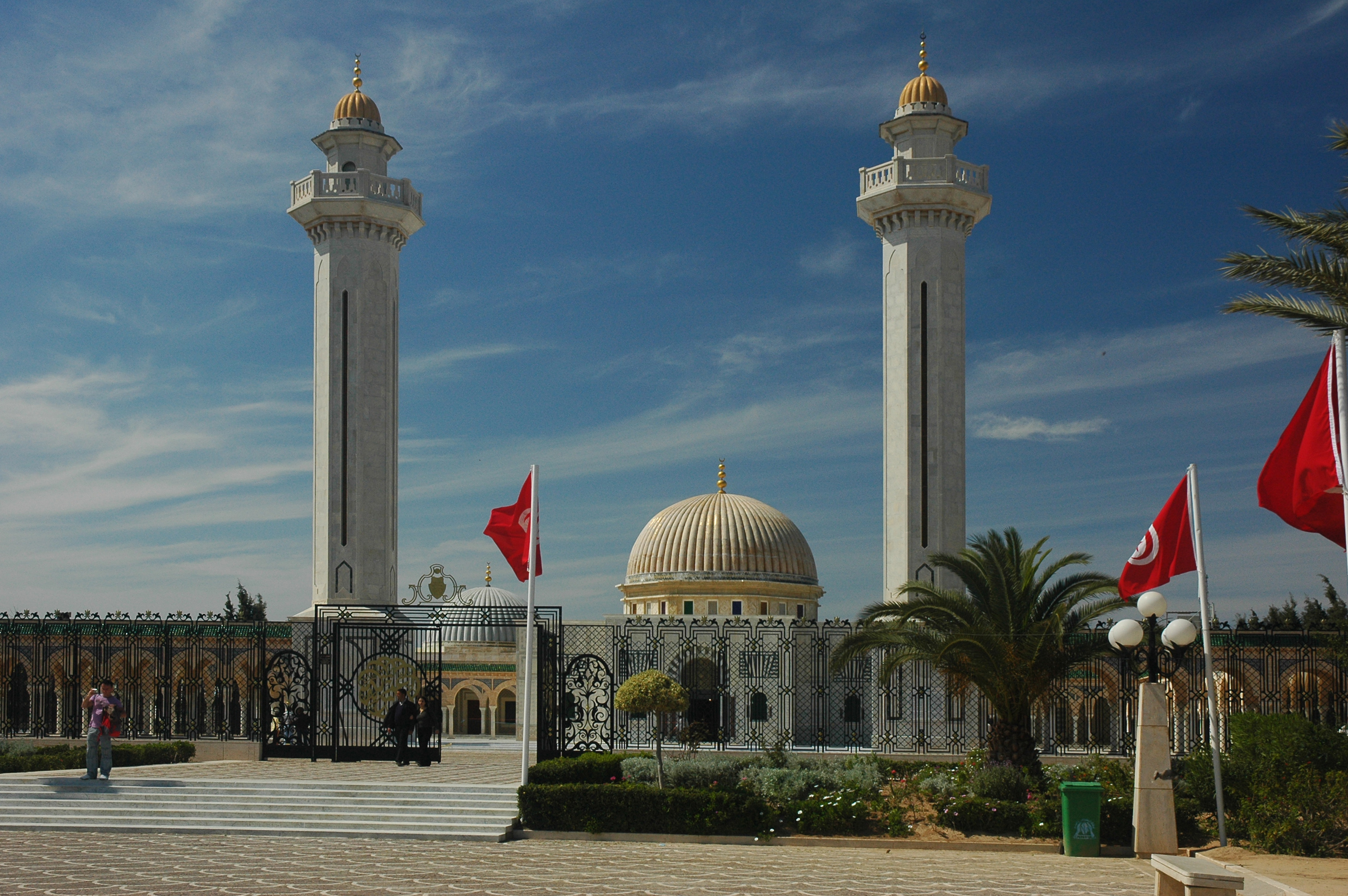
Mauzoleum Bourgiby
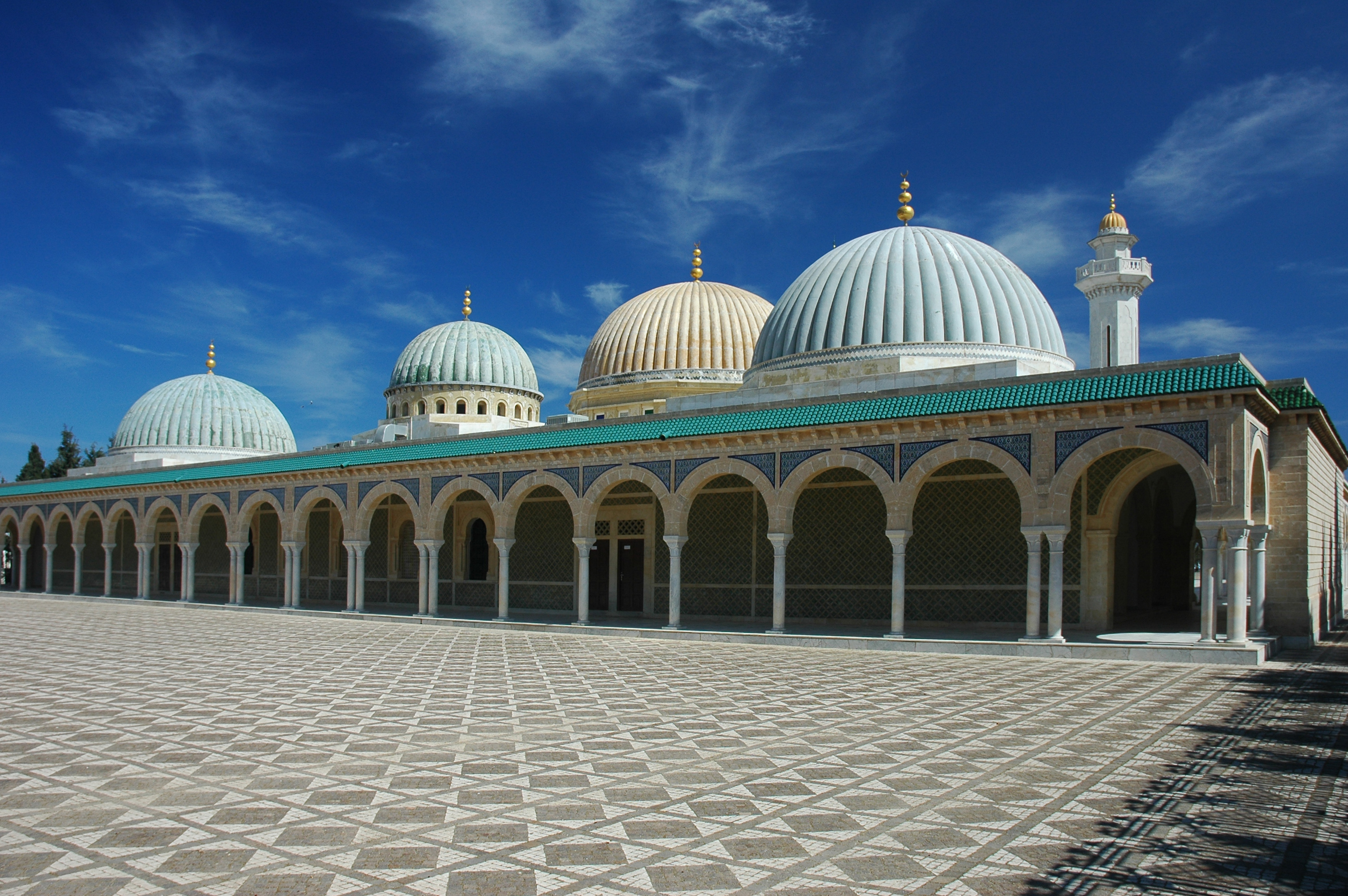
Mauzoleum Bourgiby
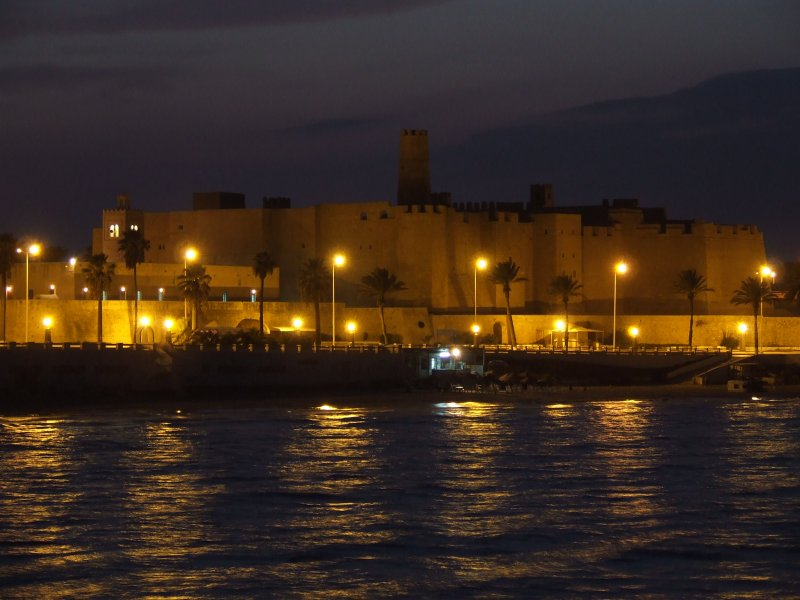
Ribat w Monastyrze